# 해군총감

해군총감기

해군총감(海軍總監, 독일어: Inspekteur der Marine; InspM 인스펙토이어 데어 마리네[*])은 독일 연방방위군 해군의 최선임 장교이다. 총감은 해군의 인적 물적 자원 준비를 책임지며 연방국방부 장관에게 직접 보고한다. 현재 해군총감은 얀 크리스티안 카크이다.
해군총감은 로스토크에 소재한 해군사령부의 장으로 연방방위군 장군총감 등과 더불어 연방방위군 군사지도평의회를 구성한다. 2012년 이전에는 본에 소재한 연방국방부 해군참모부의 장이었다. 해군총감과 해군부감은 모두 중장(Vizeadmiral) 계급이 부임한다.

## 역대 해군총감
1. 프리드리히 루게
2. 카를아돌프 쳉커
3. 케르트 예쇼네크
4. 하인츠 퀴늘레
5. 귄터 루터
6. 안즈가르 베트게
7. 디터 벨러쇼프
8. 한스요아힘 만
9. 하인페터 와이허
10. 한스루돌프 뵈흐머
11. 한스 뤼소프
12. 루츠 펠트
13. 볼프강 놀팅
14. 악셀 슈임프
15. 안드레아즈 크라우제

## 같이 보기
- 육군총감
- 해군최고사령부